# Charmed
Charmed (lit. "Encantades") és una sèrie dels Estats Units que es va emetre des del 7 d'octubre de 1998 fins al maig de 2006, per la WB Television Network. La sèrie va ser creada per Constance M. Burge i produïda per Aaron Spelling i la companyia Spelling Television, amb l'ajuda de l'escriptor/director Brad Kern.
La sèrie ens mostra tres boniques germanes (Prue, Piper i Phoebe Halliwell) que, després de la mort de la seva àvia, es transformen en poderoses bruixes que hauran de lluitar contra el mal.
Al final de la tercera temporada, mor una d'elles, Prue. Però, gràcies a això, es descobrirà una germanastra, Paige Matthews, que continuarà amb el "poder de tres" fins a l'última temporada.
Malgrat haver acabat, des del juny de 2010 que Zenescope ha estat traient al mercat còmics de continuacions de la sèrie.
La cançó principal dels crèdits inicials és la cançó "How Soon Is Now?" de The Smiths però interpretada per Love Spit Love. Els drets d'autor de la cançó van acabar just després de la setena temporada i, a la vuitena i última temporada, l'equip va col·locar una cançó instrumental hard-rock per substituir la cançó "How Soon Is Now?".
A l'octubre de 2013 CBS va proposar l'escriptura del capítol pilot per al reboot de Charmed, però a l'agost de 2014 es va cancel·lar la proposta.

## Argument
El 1998, les germanes Halliwell viuen tranquil·lament les seves vides. Prue Halliwell, la gran, treballa en un museu i té relacions amoroses amb el seu cap, en Roger. Piper, la mitjana, busca feina com a xef. Ha heretat la passió per la cuina de la seva àvia, Penny, amb qui viuen les germanes en una gran mansió. La Phoebe, la petita, segueix sent infantil i poc madura, cosa que desespera a Prue, sempre tan correcta i estricta. Però tot es capgira quan l'àvia de les Halliwell mor d'un atac de cor. Poc abans de morir, Penny aconsegueix que Phoebe torni de Nova York, on vivia, per instal·lar-se de nou a la mansió, amb les seves germanes i s'hi reconciliï.
Una nit, Phoebe troba la seva antiga "ouija" i la peça es mou fantasmagòricament escrivint la paraula "àtic". Les altres dues germanes no en volen saber res, però Phoebe es mor de curiositat per saber què hi deu haver a l'àtic, ja que la porta sempre ha estat tancada. Així que, tota sola, decideix pujar a dalt i es troba la porta oberta misteriosament. Allà hi troba El Llibre de les Ombres, un llibre fictici "wiccs" que forma part en si de la sèrie, ja que proporciona molta ajuda a les protagonistes gràcies a les informacions sobre dimonis i bèsties dintre seu. En moltes ocasions, dimonis o bèsties l'han intentat robar. El Llibre conté un escut de protecció com si tingués vida i cuides d'ell mateix, així que només es deixa tocar per la gent en la que ell confia. A part d'això, pocs s'han fet amb ell tot i que llavors han estat destruïts. Dos exemples són: Abraxas i les germanes Stillman. El Llibre de les Ombres (en anglès, Book of Shadows) conté una tapa de color verd amb un signe "triquetra" incrustat davant. Conté unes 700 pàgines més o menys i és molt gros. Les pàgines són velles, ja que representa que aquell llibre formava part de la família Halliwell des de la primera avantpassada, Melinda Warren. L'equip de la sèrie va contractar a dibuixants professionals perquè anessin dibuixant els diferents dimonis als quals derrotaven les germanes Halliwell. A part de contindre informacions o pocions per destruir els dimonis o bèsties, conté pàgines amb pocions per l'amor, com crear una porta des de qualsevol lloc, com dir la veritat...
Phoebe comença a llegir-lo. A la primera pàgina hi apareix l'encanteri que els farà recuperar els poders perduts. A partir de llavors, comencen a passar coses fora del normal a les seves vides, fins que descobreixen que tenen poders. La Prue s'enfada amb la seva germana petita i la culpa de canviar-li la vida, però amb el temps aprenen que elles són així, van néixer amb poders i, de fet, si no els havien tingut fins aleshores era perquè la seva àvia els havia fet un encanteri per tal de protegir-les dels dimonis, que haurien fet mans i mànigues per matar-les.
Prue obté el poder de la telecinesis (moure objectes amb la ment); Piper rep el poder de congelar objectes, persones o animals; i Phoebe, el poder de la premonició, amb la qual pot veure el passat o el futur. Però els poders no serveixen per a beneficis personals, sinó per lluitar contra el mal. Dimonis i bèsties de tota classe les estaran perseguint durant tota la sèrie. El primer és Jeremy, el xicot de Piper, que només s'havia acostat a elles perquè suposava que aviat rebrien els poders i, atacant-les quan encara no els controlen, són vulnerables. Les tres germanes juntes tenen el poder de tres, una força molt potent que les unirà com a germanes, com a amigues i com a confidents, ja que serà el fet de ser bruixes es convertirà en un secret que hauran de protegir a tot preu. El poder de tres és la característica essencial de les "embruixades" (les charmed del títol), que, tal com deia la profecia, serien tres germanes de la família Halliwell i serien les bruixes més poderoses que el món ha vist mai.
Durant tres temporades, lluiten contra dimonis de tots tipus i els venceran gràcies als seus poders i als encanteris, maleficis i embruixos que hi ha al Llibre de les Ombres, que han anat escrivint les diferents generacions de bruixes de la família, des de Melinda Warren. A part de dimonis, també hauran d'enfrontar-se als problemes amorosos, que, si ja són prou complicats en el dia a dia de qualsevol, encara ho són més sent bruixes. Prue s'enamorarà d'un policia, Andy, però no li dirà que és bruixa fins al cap de molt temps i de moltes sospites d'ell. Piper s'enamorarà del seu llum blanca (uns àngels protectors de bruixes), Leo, i s'hi casarà. Phoebe s'enamorarà d'un dimoni, Cole, que només s'hi acostava per matar-la, però que també s'enamorarà i acabarà renunciant a ser un dimoni, per quedar-se només amb la seva part humana i poder estar amb Phoebe. Malgrat fer aquest sacrifici, es veurà seduït de nou pel poder, fins al punt de convertir-se en la Font de tot mal, un dimoni de nivell superior, el més important i poderós de tot. I Phoebe es convertirà en la seva esposa i la mare del seu fill dimoni, a qui les germanes hauran de destruir.
Al final de la tercera temporada, Prue mor. Tot sembla apuntar que les embruixades s'han acabat i que el poder de tres s'ha separat definitivament. Piper no es resigna i es dedica a fer encanteris per recuperar la seva germana, però no es pot ressuscitar una persona morta, ni tan sols veure-la com a fantasma fins que no ha passat una temporada i el dolor de la pèrdua s'ha anat diluint. Un dels encanteris que Piper farà, donarà com a resultat l'aparició d'una quarta germana, Paige, que farà que es torni a aconseguir el poder de tres. Paige és una germanastra, filla de Patty, mare de les Halliwell, i d'un llum blanca, Sam. Com que la relació entre un llum blanca i la seva protegida estava prohibit fins que Leo i Piper es van casar, Sam i Patty es van veure obligats a donar la seva filla Paige en adopció. És per aquest motiu que les germanes no la coneixien, fins que l'encanteri la va portar a les seves vides.
La Piper i en Leo tindran dos fills (trencant la tradició de dones a la família, tindran nens), Wyatt i Chris.

## Personatges principals
- Shannen Doherty com a Prue Halliwell
- Holly Marie Combs com a Piper Halliwell
- Alyssa Milano com a Phoebe Halliwell
- Rose McGowan com a Paige Matthews
- Brian Krause com a Leo Wyatt
- Julian MacMahon com a Cole Turner
- Jennifer Rhodes com a Penny Halliwell (àvia)
- Finola Hughes com a Patty Halliwell (mare)
- James Read com a Victor Bennett (pare)

## Episodis
La sèrie va començar el 7 d'octubre de 1998 amb molt bon peu i molt bona audiència. Després de la marxada de l'actriu Shannen Doherty, l'audiència va desaparèixer durant la quarta temporada. Però la cinquena en va recuperar una gran part. Però ni la quarta ni la vuitena van aconseguir tanta audiència que les tres primeres. Així que la sèrie va acabar en la vuitena temporada, el 7 de maig de 2006. Cada temporada conté 22 capítols, menys la cinquena i sisena temporada, les quals tenen 23 episodis a causa de les segones parts dels capítols finals.

## Recepció
La sèrie ha rebut molt bones crítiques durant les seves vuit temporades. Karlyn L. Barr, d'Entertainment Weekly, va parlar de la sèrie com a la que "durant les seves set temporades les germanes Halliwell han embruixat a l'audiència amb les seves perfectes maneres Wicca".
Pop Matters va dir que la tercera temporada era bona "comparant aquest gènere bé vs mal".
Aubry D'Arminio, d'EW, va dir que "no hi ha res millor que veure l'última temporada de la sèrie i veure com les germanes Halliwell foten una puntada de peu al cul del mal d'una vegada per totes".

## Mercat
Després d'acabar la sèrie, Zenescope va llençar una sèrie de còmics com si fossin la continuació de la sèrie. Van ser llençats al mercat el juny de 2010 i al juliol de 2011. Abans que comencés la setena temporada, van sortir 24 números de revistes de Charmed. En sortia una cada mes i així fins al 2008. També s'han llençat diferents novel·les i novel·les gràfiques.
Durant la sèrie, van aparèixer en mides reals les protagonistes de cartró, en forma de figures d'acció, penjolls...